# Acmadenia
Acmadenia é um género botânico pertencente à família Rutaceae.

## Espécies
- Acmadenia alternifolia Cham.
- Acmadenia argillophila I.Williams
- Acmadenia baileyensis I.Williams
- Acmadenia bodkinii (Schltr.) Strid
- Acmadenia burchellii Dümmer
- Acmadenia candida I.Williams
- Acmadenia densifolia Sond.
- Acmadenia faucitincta I.Williams
- Acmadenia flaccida Eckl. & Zeyh.
- Acmadenia fruticosa I.Williams
- Acmadenia gracilis Dümmer
- Acmadenia heterophylla P.E.Glover
- Acmadenia kiwanensis I.Williams
- Acmadenia latifolia I.Williams
- Acmadenia laxa I.Williams
- Acmadenia macradenia (Sond.) Dümmer
- Acmadenia macropetala (P.E.Glover) Compton
- Acmadenia maculata I.Williams
- Acmadenia matroosbergensis E.Phillips
- Acmadenia mundiana Eckl. & Zeyh.
- Acmadenia nivea I.Williams
- Acmadenia nivenii Sond.
- Acmadenia obtusata (Thunb.) Bartl. & H.L.Wendl.
- Acmadenia patentifolia I.Williams
- Acmadenia rourkeana I.Williams
- Acmadenia rupicola I.Williams
- Acmadenia sheilae I.Williams
- Acmadenia tenax I.Williams
- Acmadenia teretifolia (Link) E.Phillips
- Acmadenia tetracarpellata I.Williams
- Acmadenia tetragona (L.f.) Bartl. & H.L.Wendl.
- Acmadenia trigona (Eckl. & Zeyh.) Druce
- Acmadenia wittebergensis (Compton) I.Williams